# Lulham (Iran)
Lulham (perski: لول هام) – wieś w Iranie, w ostanie Azerbejdżan Zachodni. W 2006 roku miejscowość liczyła 182 mieszkańców w 50 rodzinach.